# Alcimochthes
Alcimochthes là một chi nhện trong họ Thomisidae.

## Hình ảnh

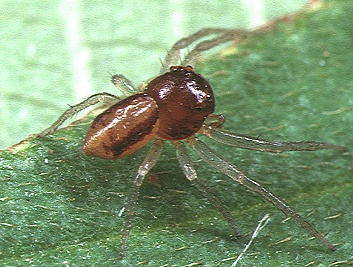